# Sanremo
Sanremo er en italiensk by, der blandt andet er kendt for at være mål for et af de største og mest prestigefyldte cykelløb, Milan-Sanremo, og den årlige Sanremo-festival.